# Списак носилаца заставе Северне Македоније на Олимпијским играма
Ово је списак носилаца заставе Северне Македоније на олимпијским играма.
Носиоци заставе носе националну заставу своје земље на церемонији отварања олимпијских игара.
| #  | Година                       | Носилац                | Спорт           |
| -- | ---------------------------- | ---------------------- | --------------- |
| 12 | 2018. Пјонгчанг (зимске)     | Ставре Јада            | Скијашко трчање |
| 11 | 2016. Рио де Женеиро (летње) | Анастасија Богдановски | Пливање         |
| 10 | 2014. Сочи (зимске)          | Дарко Дамјановски      | Скијашко трчање |
| 9  | 2012. Лондон (летње)         | Марко Блажевски        | Пливање         |
| 8  | 2010. Ванкувер (зимске)      | Антонио Ристевски      | Алпско скијање  |
| 7  | 2008. Пекинг (летње)         | Атанас Николовски      | Кану            |
| 6  | 2006. Торино (зимске)        | Ђорђи Марковски        | Алпско скијање  |
| 5  | 2004. Атина (летње)          | Благоја Георгијевски   | Кошарка         |
| 4  | 2002. Сот Лејк Сити (зимске) | Јана Николовска        | Алпско скијање  |
| 3  | 2000. Сиднеј (летње)         | Лазар Поповски         | Кану            |
| 2  | 1998. Нагано (зимске)        | Јана Николовска        | Алпско скијање  |
| 1  | 1996. Атланта (летње)        | Шабан Трстена          | Рвање           |